# Natron (logiciel)
 (décembre 2021).
Pour les articles homonymes, voir Natron (homonymie).
Natron est un logiciel libre de compositing nodal open-source. Depuis la version 2.0, la GNU General Public License (GPL) version 2 ou ultérieure est employée.
Se situant dans la lignée des logiciels de trucage nodaux (SoftEddie, Avid Media Illusion, Apple Shake), il est largement inspiré de Nuke dont il reprend de nombreux concepts et s'inspire pour son interface.
Natron supporte les plugin OpenFX 1.4, beaucoup de plugin open-source et commerciaux sont supportés.

## Origine du nom
Natron tirerait son nom du Lac Natron en Tanzanie qui, selon Alexandre Gauthier, le principal programmeur du logiciel, créerait naturellement des effets spéciaux.

## Histoire
Alexandre Gauthier a démarré la programmation de Natron en juin 2012 en tant que projet personnel. Le projet a remporté l'édition 2013 du concours Boost Your Code de l'Inria. Le prix offrait 12 mois de développement payé pour le logiciel.
La première release (version) publique fut la version 0.92 (sortie le 5 juin 2014), qui offrait des fonctionnalités telles que la rotoscopie ou l'incrustation. Les versions suivantes apportèrent de nouvelles fonctionnalités telles que le flou de mouvement, la gestion des couleurs via OpenColorIO et le tracking vidéo.
La version 1.0 est sortie le 22 décembre 2014 en même temps qu'un projet exemple par François "CoyHot" Grassard, artiste et enseignant, démontrant que Natron peut exécuter interactivement des graphes avec plus de 100 nodes. En janvier 2015 le département ATI (Arts et Technologies de l'image) de l'université Paris 8 a annoncé qu'ils se baseraient désormais sur des logiciels libres de qualité professionnelle tels que Blender, Krita et Natron pour leur enseignement,. 
Le logiciel n'ayant plus de financement public, il cherche à continuer à exister au travers de sa communauté.